# Coalgate
Coalgate és una ciutat dels Estats Units a l'estat d'Oklahoma. Segons el cens del 2000 tenia 2.005 habitants.

## Demografia
Segons el cens del 2000, Coalgate tenia 2.005 habitants, 830 habitatges, i 498 famílies. La densitat de població era de 502,7 habitants per km².
Dels 830 habitatges en un 28,4% hi vivien nens de menys de 18 anys, en un 44% hi vivien parelles casades, en un 13,4% dones solteres, i en un 39,9% no eren unitats familiars. En el 37,3% dels habitatges hi vivien persones soles el 20,7% de les quals corresponia a persones de 65 anys o més que vivien soles. El nombre mitjà de persones vivint en cada habitatge era de 2,32 i el nombre mitjà de persones que vivien en cada família era de 3,07.
Per edats la població es repartia de la següent manera: un 26,2% tenia menys de 18 anys, un 7% entre 18 i 24, un 25,6% entre 25 i 44, un 19% de 45 a 60 i un 22,1% 65 anys o més.
L'edat mediana era de 38 anys. Per cada 100 dones de 18 o més anys hi havia 79,7 homes.
La renda mediana per habitatge era de 19.419 $ i la renda mediana per família de 26.367 $. Els homes tenien una renda mediana de 23.438 $ mentre que les dones 16.429 $. La renda per capita de la població era de 10.572 $. Entorn del 21,7% de les famílies i el 28,6% de la població estaven per davall del llindar de pobresa.

## Poblacions més properes
El següent diagrama mostra les poblacions més properes.